# Teudurum

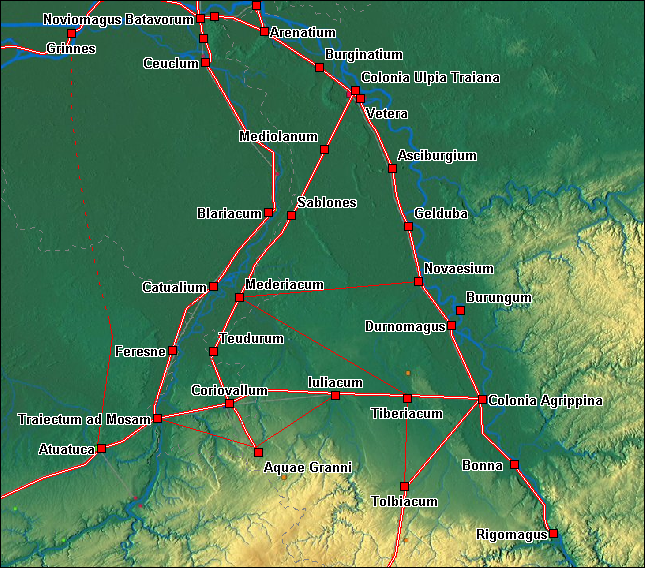
Chaussée romaine de Tongres à Nimègue

Teudurum, - actuellement la ville de Tüddern à la frontière allemande ou Tudderen en néerlandais - est un vicus de Germanie inférieure sur la Chaussée romaine d'Aix-la-Chapelle à Xanten. 
C'était probablement un petit établissement, un relais entre le Municipium d'Aquis Grana et les Castra Vetera I et II, et la Colonia Ulpia Traiana, toutes proche de l'actuelle ville de Xanten.

## Topographie
- Actuellement dans la ville de Selfkant, en Rhénanie-Wesphalie
- Il est situé sur l'Itinéraire d'Antonin
- Il n'est pas situé sur la Table de Peutinger qui propose la Chaussée de la rive gauche de la Meuse
- Il est  situé entre Coriovallum, aujourd'hui la ville de Heerlen, et Mederiacum (nl) - aujourd'hui Melick -
- Anciennement Tuddert dans le Duché de Juliers[1]

## Toponymie
- Τευδέριον 
  - variante τευτέριον, Ptolémée [2]
- Teudurum sur l'Itinéraire d'Antonin.
- Origine: probablement du Celte, teuto- peuple & -durum en latin dur[3]
- Teudert sous Juliers
- Tudder, Département de la Meuse inférieure[4]